# ロッカスパルヴェーラ
ロッカスパルヴェーラ（伊: Roccasparvera）は、イタリア共和国ピエモンテ州クーネオ県にある、人口約700人の基礎自治体（コムーネ）。

## 地理

### 位置・広がり
| 隣接するコムーネは以下の通り。 - ベルネッツォ - ボルゴ・サン・ダルマッツォ - チェルヴァスカ - ガイオーラ - リッターナ - ヴィニョーロ |

#### 地震分類
イタリアの地震リスク階級 (it) では、3s に分類される
。

## 行政

### 分離集落
ロッカスパルヴェーラには、以下の分離集落（フラツィオーネ）がある。
- Castelletto, Piano Quinto, Tetti Beraudi, Tetto Colombero

## 姉妹都市
- Reillanne、フランス